# Vinice (Vinaře)

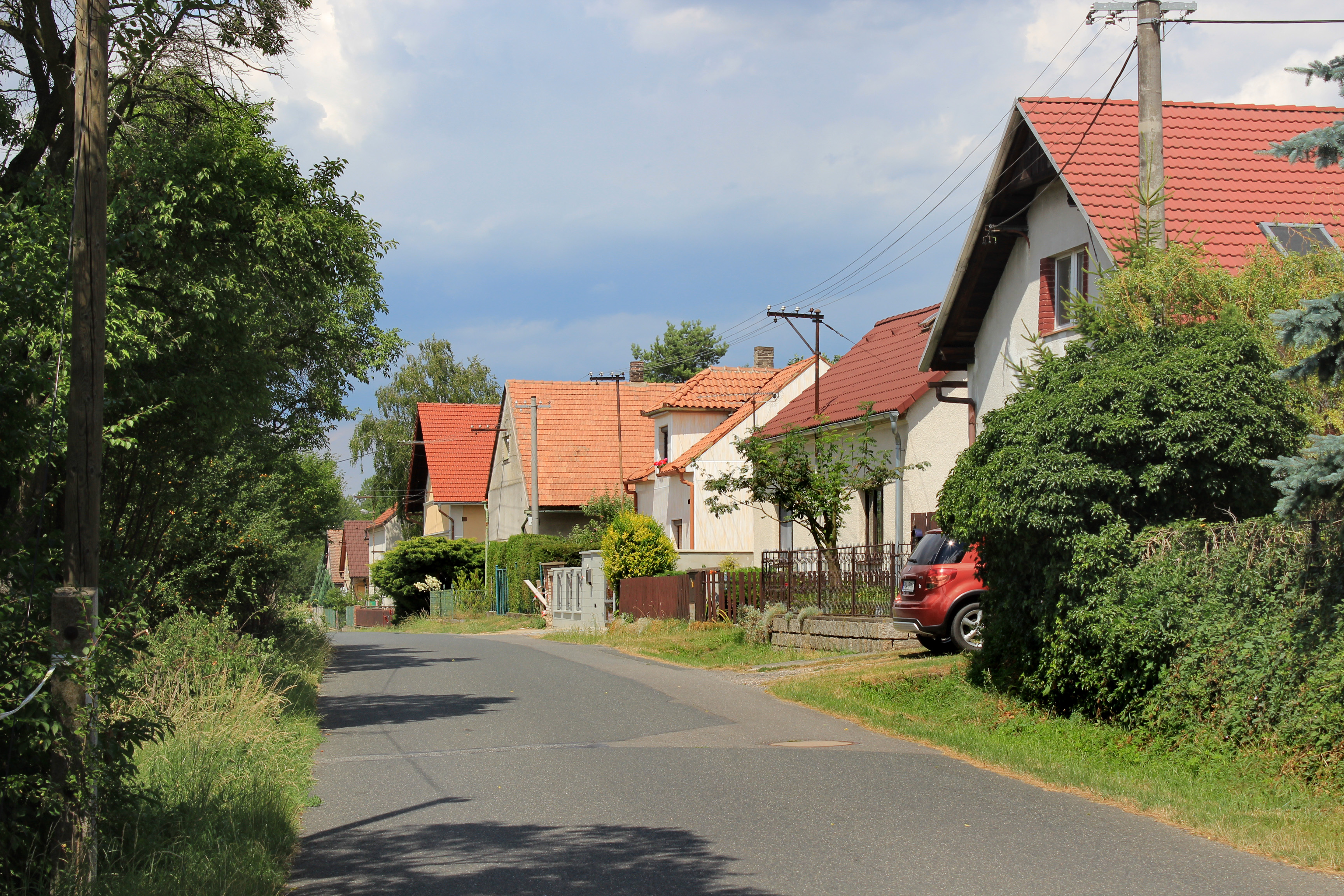
Südlicher Teil des Dorfes

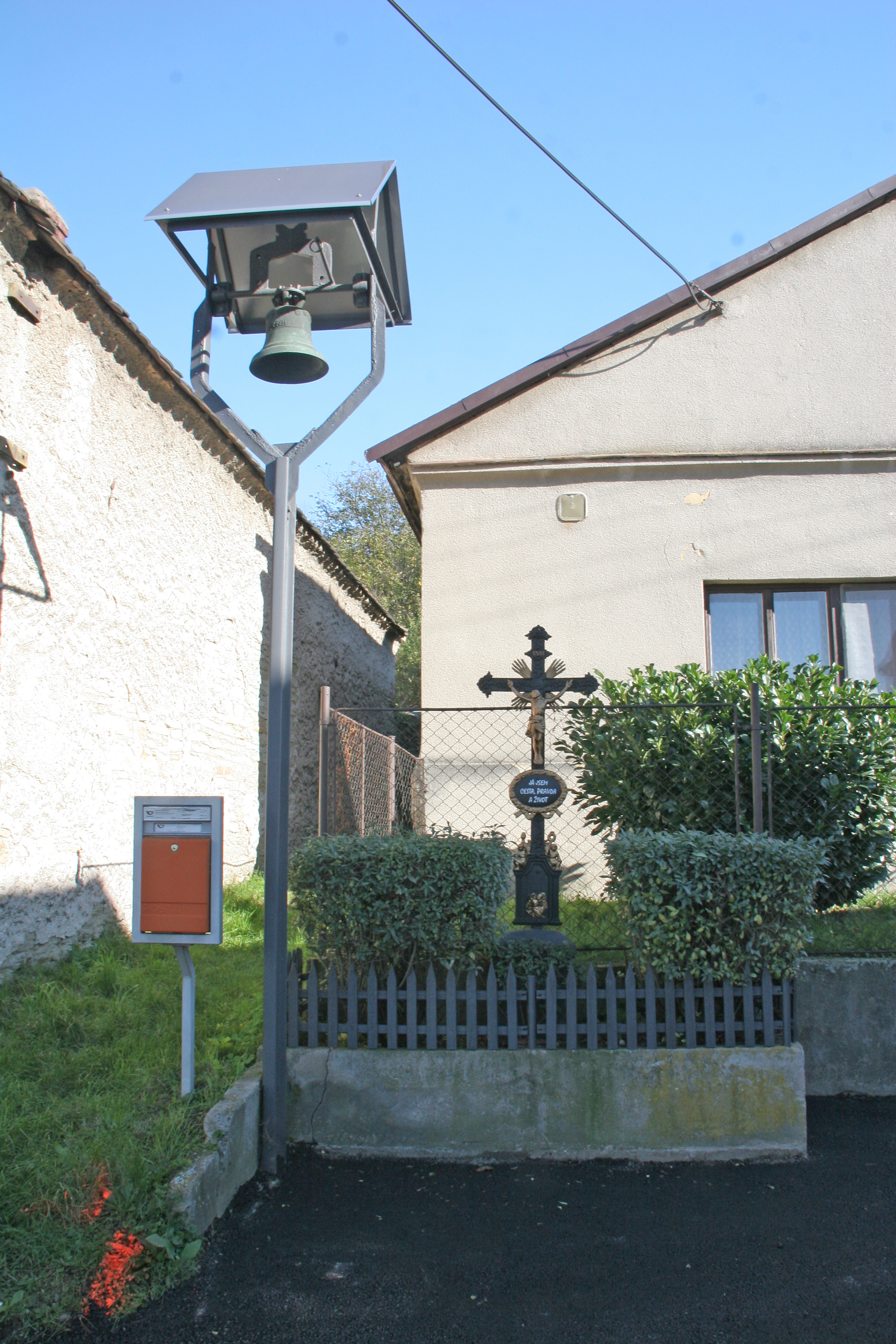
Dorfglocke und Wegkreuz

Vinice (deutsch Winitz, auch Winice) ist ein Ortsteil der Gemeinde Vinaře im Okres Kutná Hora in Tschechien. Er liegt sieben Kilometer östlich von Čáslav.

## Geographie
Vinice befindet sich in der Čáslavská kotlina (Czaslauer Becken). Das Dorf liegt rechtsseitig des Grabens Mlýnský potok am westlichen Fuße des Plänerplateaus Nad Hájem (Weinberg) in der Flussebene der Doubrava.
Nachbarorte sind Bílé Podolí im Norden, Starkoč und Podhořany u Ronova im Nordosten, Lovčice, Lipovec, Chybka und Tuchov im Osten, Bousov und Vinaře im Südosten, Bažantnice, Šmolcov, Ksiny und Žleby im Süden, Skovice, Markovice und Filipov im Südwesten, Vrdský Mlýn und Vrdy im Westen sowie Dolní Bučice, Výčapy, Polsko und Zbyslav im Nordwesten.

## Geschichte
An der Stelle von Vinice befand sich früher das erloschene Dorf Drbohlav. Um 1784 bewilligte der Besitzer der Allodialherrschaft Žleb, Johann Adam von Auersperg die Anlegung einer Häuslersiedlung in der Wüstung Drbohlav am Weinberg. Im Jahre 1800 entstand eine Ziegelei, deren Besitzer oftmals wechselten. 1824 ließ Vinzenz Karl Joseph von Auersperg die Häuslerzeile Drbohlav erweitern.
Im Jahre 1840 bestand die nach Winař inskribierte Dominikalansiedlung Winice, auch Drbohlaw bzw. Dobrohlaw genannt, aus 18 Häusern. Pfarrort war Žleb.
Nach der Aufhebung der Patrimonialherrschaften bildete Vinice eine Ansiedlung der Gemeinde Vinaře im Gerichtsbezirk Časlau. Ab 1868 gehörte der Ort zum Bezirk Časlau. Die Ziegelei stellte zum Ende des 19. Jahrhunderts den Betrieb ein. Zu Beginn des 20. Jahrhunderts entstand eine neue Ziegelei, die sich aber als nicht konkurrenzfähig erwies. Der in der zweiten Hälfte des 19. Jahrhunderts wieder aufgenommene Weinbau bei Vinaře und Vinice erlosch 1936, als der letzte Winzer seinen Betrieb aufgab. 1953 wurden auf einer Fläche von 11 ha zwischen beiden Orten wieder Weinstöcke angepflanzt. Im 20. Jahrhundert wurde Vinice erweitert. Südlich der alten Häuslerzeile wurde die Wohnbebauung entlang der Straße nach Vinaře ausgedehnt; außerdem entstanden zwischen Vinice und Vrdský Mlýn weitere Häuser, von denen ein Teil zum Kataster von Vrdy gehört.
Im Zuge der Gebietsreform von 1960 wurde der Okres Čáslav aufgehoben; Vinice wurde dem Okres Kutná Hora zugeordnet. Die Schule wurde 1976 geschlossen. Zu Beginn des Jahres 1999 wurde die Ansiedlung Vinice zum Ortsteil von Vinaře erhoben.
Am 3. März 1991 hatte der Ort 111 Einwohner; beim Zensus von 2001 lebten in den 64 Wohnhäusern von Vinice 84 Personen.

## Gemeindegliederung
Der Ortsteil Vinice ist Teil des Katastralbezirkes Vinaře.

## Sehenswürdigkeiten
- Wegkreuz
- Dorfglocke